# Knoxville (Tennessee)
Pour les articles homonymes, voir Knoxville.
Knoxville (prononcé en anglais : [nɑksˌvɪl]) est une ville de l'État du Tennessee aux États-Unis. Elle compte 182 337 habitants, dans la ville proprement dite, et 704 000 habitants environ pour l'agglomération.  Elle se trouve dans l'est du Tennessee, proche du Great Smoky Mountains National Park.

## Histoire
Fondée en 1786, elle fut la capitale des Territoires du Sud-Ouest puis la première capitale du Tennessee (à partir de 1796). Pendant la guerre de Sécession, l'État du Tennessee a rejoint la Confédération ; mais Knoxville et l'est de l'État en général sont restés plutôt favorables à l'Union, en particulier parce que l'esclavage y était peu répandu. Par conséquent, l'armée du Sud a occupé la ville pendant la guerre.
Après la guerre, Knoxville était devenue une des villes les plus riches et vivantes de l'intérieur du Sud des États-Unis. Entre les années 1865 et 1920, deux grands théâtres furent bâtis : le Théâtre Bijou et le Théâtre Tennessee.
Après 1920, la ville a souffert de déclin urbain. La tendance s'est quelque peu renversée avec l'Exposition internationale de 1982 (1982 World's Fair), quand le Sunsphere a été édifié dans le centre-ville.
Aujourd'hui, les faubourgs sont encore plus importants, mais il y a des zones culturellement vivantes dans le centre-ville, comme le vieux quartier (Old City) et le carré au marché (Marketsquare). Aussi, l'Université du Tennessee se trouve non loin.

## Démographie
| 1850  | 1870  | 1880  | 1890   | 1900   | 1910   | 1920   | 1930    | 1940    |
| ----- | ----- | ----- | ------ | ------ | ------ | ------ | ------- | ------- |
| 2 076 | 8 682 | 9 693 | 22 535 | 32 637 | 36 346 | 77 818 | 105 802 | 111 580 |

| 1950    | 1960    | 1970    | 1980    | 1990    | 2000    | 2010    | 2020    | - |
| ------- | ------- | ------- | ------- | ------- | ------- | ------- | ------- | - |
| 124 769 | 111 827 | 174 587 | 175 045 | 165 121 | 173 890 | 178 874 | 190 740 | - |

## Jumelages
- Muroran (Japon)
- Kaohsiung (Taïwan)
- Chełm (Pologne)

## Personnalités liées à la ville
- Lizzie Crozier French (1851-1926), éducatrice américaine et militante féministe.
- Quentin Tarantino (1963-), réalisateur américain de cinéma.
- Johnny Knoxville (1971-), acteur et cascadeur américain
- Randy Orton (1980-), catcheur américain
- Bianca Belair (1989-), catcheuse américaine
- Cailee Spaeny (1998-), actrice américaine

## Économie
Knoxville est la troisième ville du Tennessee, avec une économie centrée sur la technologie et la science.
La ville est au centre de la "Vallée d'innovation" et la "Vallée des ressources". Principalement par la présence d'une université, proche du centre-ville, et du laboratoire national situé à Oak Ridge, à 40 km de Knoxville.
On y trouve aussi Regal Entertainment Group, le plus grand opérateur mondial de "théâtres cinématographiques".
Le journal afro-américain Negro World est publié à Knoxville par Patterson, Elms & Co.
Le West Town Mall est l'un des centres commerciaux de la ville.

## Les musées de Knoxville
Knoxville a beaucoup de musées — musées d’art, musées historiques...
Blount Mansion a été construite il y a 223 ans. Les Indiens Cherokee appelaient cette maison, la maison avec beaucoup d'yeux. Cette maison est petite, mais ils pensaient qu'elle était très grande. Autour de la Blount Mansion sont des bâtiments de la ville moderne et un parking. C’est près de la rivière Tennessee.
Le centre d'histoire East Tennessee est un musée qui représente l'historique de l'Est du Tennessee. C'est situé dans le centre-ville de Knoxville. L'exposition principale actuelle célèbre une vie dans le Tennessee art. Situé dans le cœur de la ville de Knoxville, il célèbre l'histoire au travers d’expositions itinérantes d'artefacts d'art et à de la guerre civile.
La maison de Ramsey a été construite en 1797 par Thomas Hope pour Francis Alexander Ramsey. La famille de Ramsey était l’une des premières familles à vivre dans Knoxville. La maison est actuellement ouverte pour les visites et présente des meubles de la même période. La Maison de Ramsey a un centre de visiteurs qui a une boutique de musée, une galerie d’exposition, et la vente des billets.

Le Musée d’Art de Knoxville célèbre l'art et les artistes de la région de l’Est du Tennessee. Il a ouvert en 1961 et a plusieurs expositions permanentes en plus d’expositions temporaires. L’entrée est gratuite et le musée est situé au 1050 World’s Fair Park, Knoxville, Tennessee. Un terrain plus élevé: Un siècle d'arts visuels est une exposition permanente de l'art des 19e et 20e siècles qui démontre l’histoire riche de l’art à Knoxville et de la région. Cycle de la vie: Au sein du pouvoir des rêves et la puissance de l’infini est la plus grande installation de verre figural. Le musée propose des visites, résidences d’artistes, des programmes de sensibilisation, des cours, des concerts, et des programmes pour la famille à des milliers de clients chaque année.
Le musée de McClung fut ouvert en 1963 et est situé à l’Université du Tennessee. Il présente des collections d’histoire naturelle, d’archéologie, d’anthropologie, d’art, et d’histoire locale. Le musée a aussi quelques expositions temporaires. Actuellement[Quand ?], le musée a une exposition d’art bouddhiste de l’Himalaya. Le musée a été construit avec l‘argent donné par John and Ellen McClung Green comme un mémorial pour le père de Mme. Green, Frank H. McClung.

## La Vieille Ville
La Vieille Ville, un quartier historique, est située dans le nord-est de Knoxville. Précédemment, la Old City était une région dangereuse avec beaucoup de crimes et de tensions raciales. Maintenant, la Vieille Ville est un quartier populaire avec de nombreux restaurants, des cafés, des bars, et des bâtiments historiques.
Dans les années 1900, la rue Central, (la rue principale de la Vieille Ville), était bordée de bordels, de saloons, et les gares faites de rails de fer. La Vieille Ville a été le siège de deux fusillades restées célèbres, dont une entre la police et le hors-la-loi Kid Curry.